# Glomeris castanea
Glomeris castanea är en mångfotingart som beskrevs av Risso 1826. Glomeris castanea ingår i släktet Glomeris och familjen klotdubbelfotingar. Inga underarter finns listade i Catalogue of Life.